# Осман, Жорж Эжен

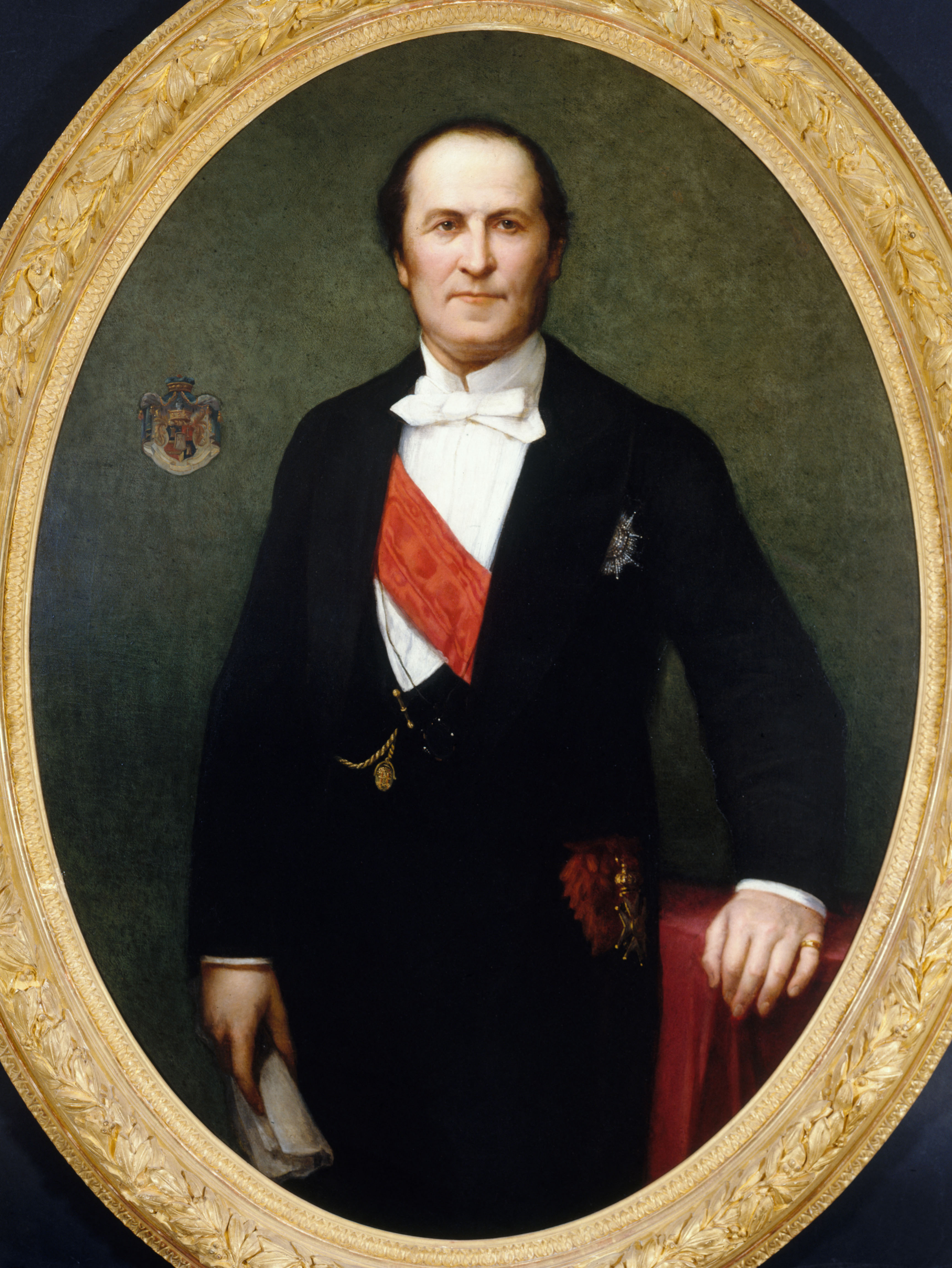
Портрет Османа. Леман Анри, 1860

Жорж Эже́н Осма́н  (фр. Georges Eugène Haussmann), более известный как барон Осман (baron Haussmann), (27 марта 1809, Париж — 11 января 1891, там же) — французский государственный деятель, префект департамента Сена (1853—1870), сенатор (1857), член Академии изящных искусств (1867), градостроитель, во многом определивший современный облик Парижа.

## Биография

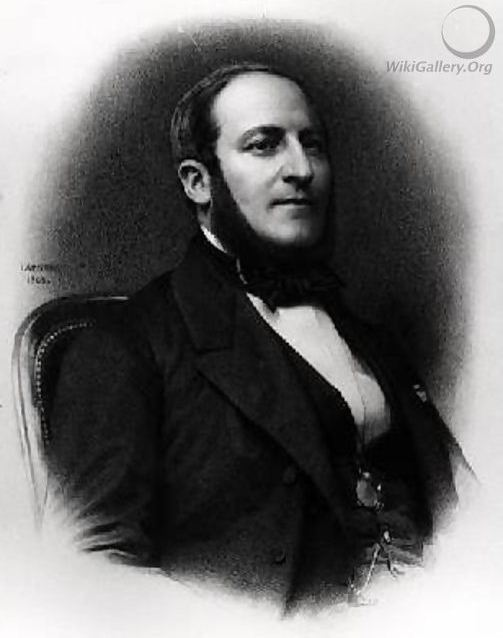
Адольф Лафосс Портрет барона Жоржа Эжена Османа

Осман родился 27 марта 1809 года в Париже, в протестантской семье немецкого происхождения (на немецком языке фамилия звучит как Ха́усман и не имеет отношения к турецким Османам). Сын Николя-Валентина Османа (1787—1876), комиссара и военного интенданта Наполеона I, и Евы-Марии-Генриетты-Каролины Дензел, дочери генерала и члена Национального конвента Жоржа-Фредерика Дензела (1755—1828), барона Империи, и внук Николая Османа (1759—1847), члена Законодательного собрания и Национального конвента, администратора департамента Сена и Уаза, комиссара. Учился в лицеях Генриха IV и Кондорсе, затем изучал право, параллельно занимаясь музыкой. В 1830 году получил должность супрефекта Нерака.
В 1853 году стал префектом департамента Сена; сохранял этот пост до 1870 года. По указанию Наполеона III обустроил для прогулок парижан Булонский лес и несколько парков в самом Париже, в частности, парки Монсури и Бют-Шомон.
Перестроил ряд населённых кварталов, снеся множество старых (в том числе средневековых) домов и проложив многие, приобретшие позже популярность, бульвары. В общей сложности под руководством Османа было реорганизовано около 60 % недвижимости Парижа.
В 1865 году на свои работы Осман получил кредит в 250 млн франков, в 1869-м — ещё один, на 260 млн франков. При правительстве Эмиля Оливье барон Осман был отстранён от должности.
Осман скончался в Париже 11 января 1891 года. Похоронен на кладбище Пер-Лашез. Его именем назван один из бульваров в центре Парижа.

Памятник Осману в Париже

## Градостроительные работы барона Османа в Париже
Наполеон III назначил Жоржа Османа префектом департамента Сена в 1853 году. Получив неограниченные полномочия от монарха, Осман практически перекроил уличную сеть Парижа, разрушив большую часть старого Парижа для создания осей, пронизывающих столицу и открывающих прекрасные виды (перспективы) на многие монументы города. Все градостроительные работы имели под собой социальные и военные причины.